# Eurhinodelphis
 Eurhinodelphis is een geslacht van uitgestorven aquatische zoogdieren, dat voorkwam van het Midden- tot Laat-Mioceen. De fossielen zijn gevonden in België, Frankrijk en Maryland.

## Beschrijving
Eurhinodelphis was ongeveer 2 meter lang. In de meeste opzichten zou hij eruit hebben gezien als een moderne dolfijn of bruinvis.
Heel opvallend was de verlengde snuit van dit twee meter lange dier, die aan de voorkant geen tanden bevatte. Deze snuit werd waarschijnlijk gebruikt om prooien op te spietsen, voordat ze door de met tanden bezette kaken werden gepakt. Op de rug bevond zich een rugvin, die voor stabiliteit zorgde. De bouw van het oor was bij dit dier ook erg complex. Het oor was gemodificeerd en gevoelig voor hoogfrequente geluiden. Werd zo'n signaal opgevangen, dan vormde het brein zich een akoestisch beeld van de omgeving, dat het tot dan toe bestaande visuele beeld verving. Deze ontwikkeling zorgde voor nieuwe vaardigheden wat betreft navigatie en jachttechnieken.

## Geschiedenis
Eurhinodelphis werd voor het eerst beschreven door B. Du Bus in een voordracht voor de Koninklijke Academie van Wetenschappen van België op 17 december 1867. O. Abel bestudeerde en illustreerde de Europese soorten in een reeks artikelen gepubliceerd in 1901, 1902 en 1905; vervolgens konden fossiele schedels gevonden in de Calvertformatie in Maryland en Virginia worden toegeschreven aan dit geslacht.

## Vondsten
Resten van dit dier werden gevonden in Azië en Noord-Amerika (de Grote Oceaankusten).